# Discors multipunctatum
Discors multipunctatum (лат.) — вид морских двустворчатых моллюсков из семейства сердцевидок. Единственный вид рода Discors.
Обитает в западной части Тихого океана. Бентосное субтропическое животное, встречается на глубине от 50 до 100 м. Охранный статус вида не оценён, он безвреден для человека, не является объектом промысла.